# Campeonato Mundial de Natação em Piscina Curta de 2016 - 1500 m livre masculino
A prova dos 1500 metros nado livre masculino do Campeonato Mundial de Natação em Piscina Curta de 2016 foi disputado entre os dias  10 e 11 de agosto no Centro WFCU em Windsor, Canadá.

## Recordes
Antes desta competição, os recordes mundiais e do campeonato nesta prova eram os seguintes:
|                       | Nome                 | Nacionalidade | Tempo    | Local   | Data                  |
| --------------------- | -------------------- | ------------- | -------- | ------- | --------------------- |
| Recorde mundial       | Gregorio Paltrinieri | Itália        | 14:08.06 | Netanya | 4 de dezembro de 2015 |
| Recorde do campeonato | Gregorio Paltrinieri | Itália        | 14:16.10 | Doha    | 7 de dezembro de 2014 |

Os seguintes recordes mundiais ou do campeonato foram estabelecidos durante esta competição: 
| Data           | Evento | Nome          | Nacionalidade | Tempo    | Notas                 |
| -------------- | ------ | ------------- | ------------- | -------- | --------------------- |
| 11 de dezembro | Final  | Park Tae-hwan | Coreia do Sul | 14:15.51 | Recorde do campeonato |

## Medalhistas
| Ouro                | Prata                      | Bronze                |
| Park Tae-hwan (KOR) | Gregorio Paltrinieri (ITA) | Wojciech Wojdak (POL) |

## Resultados

### Eliminatórias
As eliminatórias ocorreram dia 10 de dezembro com um total de 44 nadadoras.  
| Colocação | Bateria | Raia | Nome                    | Nacionalidade  | Tempo      | Notas |
| --------- | ------- | ---- | ----------------------- | -------------- | ---------- | ----- |
| 1.        | 5       | 4    | Gregorio Paltrinieri    | Itália         | 14:24,39   | Q     |
| 2.        | 3       | 7    | Park Tae-hwan           | Coreia do Sul  | 14:30,14   | Q     |
| 3.        | 3       | 6    | Anton Ipsen             | Dinamarca      | 14:30,92   | Q     |
| 4.        | 4       | 5    | Wojciech Wojdak         | Polónia        | 14:31,06   | Q     |
| 5.        | 5       | 5    | Henrik Christiansen     | Noruega        | 14:33,13   | Q     |
| 6.        | 4       | 7    | Nicolas Sweetser        | Estados Unidos | 14:34,05   | Q     |
| 7.        | 4       | 4    | Gabriele Detti          | Itália         | 14:34,11   | Q     |
| 8.        | 5       | 3    | Gergely Gyurta          | Hungria        | 14:38,07   | Q     |
| 9.        | 4       | 3    | Poul Zellmann           | Alemanha       | 14:42,28   |       |
| 10.       | 5       | 2    | Jan Micka               | Chéquia        | 14:43,30   |       |
| 11.       | 4       | 2    | Qiu Ziao                | China          | 14:43,43   |       |
| 12.       | 3       | 4    | Brent Szurdoki          | África do Sul  | 14:43,51   |       |
| 13.       | 5       | 8    | Patrick Ransford        | Estados Unidos | 14:47,13   |       |
| 14.       | 3       | 5    | Michael Mincham         | Nova Zelândia  | 14:47,85   |       |
| 15.       | 4       | 0    | Shogo Takeda            | Japão          | 14:47,94   |       |
| 16.       | 4       | 6    | Joris Bouchaut          | França         | 14:49,29   |       |
| 17.       | 5       | 6    | Florian Wellbrock       | Alemanha       | 14:52,00   |       |
| 18.       | 3       | 9    | Felix Aubock            | Áustria        | 14:52,90   |       |
| 19.       | 5       | 9    | Victor Johansson        | Suécia         | 14:55,68   |       |
| 20.       | 5       | 0    | Ayatsugu Hirai          | Japão          | 14:56,55   |       |
| 21.       | 3       | 1    | Bogdan Scarlat          | Roménia        | 15:00,27   |       |
| 22.       | 2       | 1    | Jarryd Baxter           | África do Sul  | 15:00,36   |       |
| 23.       | 4       | 8    | Martin Bau              | Eslovênia      | 15:02,12   |       |
| 24.       | 4       | 9    | Kristóf Rasovszky       | Hungria        | 15:03,43   |       |
| 25.       | 2       | 4    | Cho Cheng-Chi           | Taipé Chinesa  | 15:04,92   |       |
| 26.       | 4       | 1    | Lander Hendrickx        | Bélgica        | 15:05,10   |       |
| 27.       | 5       | 7    | Lucas Kanieski          | Brasil         | 15:05,46   |       |
| 28.       | 3       | 3    | Erik Gidskehaug         | Noruega        | 15:07,46   |       |
| 29.       | 3       | 0    | Peter Brothers          | Canadá         | 15:09,34   |       |
| 30.       | 5       | 1    | Pal Joensen             | Ilhas Feroé    | 15:13,84   |       |
| 31.       | 3       | 8    | Oli Mortensen           | Ilhas Feroé    | 15:24,57   |       |
| 32.       | 3       | 2    | Pang Sheng Jun          | Singapura      | 15:27,61   |       |
| 33.       | 2       | 2    | Christian Bayo Punter   | Porto Rico     | 15:33,52   |       |
| 34.       | 2       | 3    | Wesley Roberts          | Ilhas Cook     | 15:36,13   |       |
| 35.       | 2       | 5    | Felipe Tapia Salinas    | Chile          | 15:36,79   |       |
| 36.       | 2       | 9    | Emilio Avila            | Guatemala      | 15:57,90   |       |
| 37.       | 2       | 7    | Russell Brown           | Costa Rica     | 16:10,47   |       |
| 38.       | 2       | 8    | Walter Caballero Quilla | Bolívia        | 16:10,91   |       |
| 39.       | 1       | 5    | Gabriel Siwady          | Honduras       | 16:32,62   |       |
| 40.       | 2       | 0    | Amir Amrollahi Biuoki   | Irão           | 16:37,69   |       |
| 41.       | 1       | 4    | Frenc Berdaku           | Albânia        | 16:37,77   |       |
| 42.       | 1       | 3    | Josue Portillo          | Honduras       | 18:03,62   |       |
| 43. !     | 1       | 6    | Oussama Mellouli        | Tunísia        | 99:99,99 ! | DNS   |
| 43. !     | 2       | 6    | Joseph Macías Rubio     | Equador        | 99:99,99 ! | DNS   |

### Final
A final teve sua disputa realizada em 11 de dezembro. 
| Colocação         | Raia | Nome                 | Nacionalidade  | Tempo    | Notas |
| ----------------- | ---- | -------------------- | -------------- | -------- | ----- |
| Medalha de ouro   | 5    | Park Tae-hwan        | Coreia do Sul  | 14:15,51 | ,     |
| Medalha de prata  | 4    | Gregorio Paltrinieri | Itália         | 14:21,94 |       |
| Medalha de bronze | 6    | Wojciech Wojdak      | Polónia        | 14:25,37 |       |
| 4.                | 3    | Anton Ipsen          | Dinamarca      | 14:31,53 |       |
| 5.                | 2    | Henrik Christiansen  | Noruega        | 14:33,56 |       |
| 6.                | 7    | Nicolas Sweetser     | Estados Unidos | 14:35,51 |       |
| 7.                | 8    | Gergely Gyurta       | Hungria        | 14:39,01 |       |
| 8.                | 1    | Gabriele Detti       | Itália         | 14:39,34 |       |

Legenda
| Recorde mundial       | Recorde mundial (World record)               |                       | Recorde africano                      | Recorde africano (African) |                                           | Q | Classificado por posição (Qualified) |
| Recorde do campeonato | Recorde do campeonato (Championship record)  | Recorde da América    | Recorde da América (Americas)         | q                          | Classificado por melhor tempo (Qualified) |   |                                      |
| Melhor marca do ano   | Melhor marca do ano (World leading)          | Recorde asiático      | Recorde asiático (Asian)              | DNS                        | Não largou (Did not start)                |   |                                      |
| Recorde nacional      | Recorde nacional (National record)           | Recorde europeu       | Recorde europeu (European)            | DNF                        | Não terminou (Did not finish)             |   |                                      |
| Recorde pessoal       | Recorde pessoal do atleta (Personal best)    | Recorde da Oceania    | Recorde da Oceania (Oceania)          | DSQ / DQ                   | Desclassificado (Disqualified)            |   |                                      |
| Recorde da temporada  | Recorde da temporada do atleta (Season best) | Recorde sul-americano | Recorde sul-americano (South America) | NM                         | Sem marca (No mark)                       |   |                                      |